# Waffenstillstand (Film)
Waffenstillstand ist ein Spielfilm des deutschen Regisseurs Lancelot von Naso, der gemeinsam mit Kai Uwe Hasenheit und Collin McMahon auch das Drehbuch verfasst hat. Weltpremiere feierte Waffenstillstand am 30. August 2009 auf dem 33. World Film Festival in Montréal, Kanada. Die Europapremiere fand am 1. Oktober 2009 auf dem 5. Zurich Film Festival statt. Am 31. Oktober 2009 feierte Waffenstillstand seine Deutschlandpremiere auf den 43. Internationalen Hofer Filmtagen und erhielt den Förderpreis Deutscher Film. Im Rahmen des Bayerischen Filmpreises wurde Waffenstillstand am 15. Januar 2010 mit dem VGF-Nachwuchsproduzentenpreis ausgezeichnet.
Der Film war in den deutschen Kinos ab dem 1. April 2010 zu sehen.

## Handlung
Im April des Jahres 2004 ist die Lage im Irak angespannt: Offiziell ist der Krieg zwar vorbei, aber in den sunnitischen Hochburgen des Widerstands finden weiterhin Kämpfe zwischen den irakischen Aufständischen und amerikanischen Truppen statt. Die Niederländerin Kim, die als Mitarbeiterin der Hilfsorganisation Medica Mundi in Bagdad tätig ist, und der Arzt Alain Laroche beschließen während eines 24-stündigen Waffenstillstands dringend benötigte medizinische Hilfsgüter von Bagdad nach Falludscha zu transportieren. Ihnen schließt sich der junge TV-Journalist Oliver an, der den gefährlichen Transport als Gelegenheit für eine Exklusiv-Story betrachtet. Sein wesentlich erfahrenerer Kameramann Ralf sträubt sich anfangs gegen diesen riskanten Plan, gibt schließlich aber Olivers Wunsch nach. Zusammen mit dem irakischen Fahrer Husam bilden die fünf Beteiligten eine Zweckgemeinschaft, die im Verlauf der nervenaufreibenden Fahrt durch ein vom Krieg zerstörtes Land zahlreiche Bedrohungen durchlebt.
Am Zielort Falludscha spitzt sich die gefährliche Situation zu, und die fünf unterschiedlichen Idealisten können ihre wahren Motive für diese Reise nicht länger voreinander verheimlichen. Dabei wird ihr Wagen angeschossen, und Oliver wird getroffen. Sie fahren zu einem Hinterhof von verlassenen Häusern. Ralf und Husam reparieren den Wagen, treffen auf einen alten Mann mit Familie, der sie aufnimmt und mithilft, den Wagen zu reparieren. Doch als die Freunde losfahren wollen, fahren Husam und der alte Mann weg, und die Vier müssen laufen. Auf halbem Weg treffen die Freunde den Wagen wieder und fahren ins Krankenhaus.
Hier sehen sie, dass das Krankenhaus im obersten Stockwerk zerstört wurde, zwei Ärzte getötet wurden und einer schwer verletzt ist. Alain übernimmt die Leitung, Ralf führt ein Interview mit dem schwer verletzten Arzt, und Oliver, Kim, Husam und ein anderer Arzt nehmen ein paar Verwundete aus dem Krankenhaus mit. Die Freunde denken, es sei vorbei, doch auf den Weg werden sie von Widerstandsterroristen überfallen. Zwar fährt Husam los, doch Ralf wird getroffen und getötet. Erst an der Stadtgrenze bemerken sie, dass Ralf tot ist. Sie fahren jedoch ohne Zwischenhalt bis Bagdad, wo sie morgens wieder ankommen. Am Hof des Krankenhauses besprechen Kim und Oliver noch ein paar Dinge. In der letzten Szene sieht man das Interview, das Ralf mit dem Arzt gemacht hat. Ralf verabschiedet sich mit den Worten "thank you".

## Historischer Kontext
Falludscha, eine Hochburg des sunnitischen Widerstands im Irak, wurde nach dem offiziellen Ende des Irak-Kriegs im April 2004 mehrere Wochen lang von amerikanischen Truppen belagert. Die humanitäre Lage war zu dieser Zeit katastrophal: Nahrungsmittelvorräte schwanden, das einzige Krankenhaus war zerstört, selbst eine medizinische Grundversorgung der Verletzten war kaum noch möglich.

## Hintergrund
Waffenstillstand ist das Spielfilm-Debüt von Lancelot von Naso, der zuvor vor allem durch seine preisgekrönten Kurzfilme von sich reden machte.
Lancelot von Naso über Waffenstillstand:
„In Waffenstillstand geht es um Menschen, die bereit sind, wirklich etwas zu riskieren, um für das zu kämpfen, an was sie glauben: Menschen, von denen man sonst nur in Randnotizen der Nachrichten hört. Für mich gerade in der heutigen Zeit ein außergewöhnlicher und erzählenswerter Lebensentwurf.“

## Kritik
„Spannender Genrefilm ohne größere politische Ambitionen, der durch eine souveräne Inszenierung überzeugt. Der Kriegsfilm vertraut freilich zunehmend mehr auf die Action-Qualitäten seiner Geschichte als auf eine kritische Auseinandersetzung mit der Krisenregion Irak oder der Rolle von Hilfsorganisationen und Medien.“

## Auszeichnungen
- 2009: Preis der Ökumenischen Jury beim 33. Festival des Films du Monde, Montréal[4]
- 2009: Publikumspreis des 5. Zurich Film Festival[5]
- 2009: Förderpreis Deutscher Film bei den 43. Internationalen Hofer Filmtagen[6]
- 2010: VGF-Nachwuchsproduzentenpreis[7]
- 2010: Prix Europa – bester europäischer Fernsehfilm des Jahres
- 2011: Prix Italia, Kategorie bester Fernsehfilm/Mehrteiler[8]
- Die Deutsche Film- und Medienbewertung FBW in Wiesbaden verlieh dem Film das Prädikat wertvoll